# ARTES-11
ARTES-11 (Small GEO satellite Initiative) stellte eine Initiative der ESA innerhalb des langfristigen Entwicklungsprogramms ARTES (Advanced Research in Telecommunications Systems) dar, die zum Ziel hatte eine Plattform für kleine Telekommunikationssatelliten zu definieren (Small Geo Platform (SGEO. Heute: SmallGEO)). Vorgestellt wurde diese im Jahre 2007. Bis zu der Einführung dieser Initiative gab es kein vergleichbares europäisches Konzept für eine solche Plattform. Die Idee war, dass europäische Unternehmen mit diesem Vorhaben, eine europäische Standardplattform zu definieren, auf dem Markt besser bestehen können. Das Produktionsziel waren, 3–5 Satelliten pro Jahr für die europäische Industrie bereitzustellen. Ausgeführt werden sollte der Auftrag von der Firma OHB.

## Aufteilung/Phasen
Die Initiative ARTES-11 bestand aus zwei aufeinander folgenden Abschnitten, die in Phasen zum Teil zeitgleich erfolgen sollten:
1. Entwicklung und Herstellung eines generischen Satellitenbusses. Phasen 0/A/B/C/D
2. Entwicklung, Herstellung und Start einer ersten Satellitenmission, die zur Demonstration und Flugerprobung dient. Phasen A/B/C/D

| Phase | Beschreibung                                                                           | Kosten       | Kostenträger    |
| ----- | -------------------------------------------------------------------------------------- | ------------ | --------------- |
| 0/A   | Konsolidierung                                                                         |              |                 |
| B     | Definition der Plattform und aller Elemente, Auswahl der Lieferanten.                  | 13 M€        | ESA             |
| C/D   | Abschluss des Projekts, Entwicklung und Beschaffung einer voll einsetzbaren Plattform. | 86 M€ + 15M€ | ESA + Industrie |

## Eigenschaften
Modularität: Ziel war es eine hohe Modularität zu erreichen, damit die Plattform folgende Eigenschaften aufweist:
1. Positionierungsart: Direct Injection / GTO Injection.
2. Einfache Antennen-Unterbringung: separate Antenne und "Earth Deck" Modul.
3. Separates Nutzlastmodul und standardisierte Schnittstellen (Möglichkeit der parallelen Integration und vereinfachte Anpassung).

Kompatibilität: mit allen GTO- oder GEO-Trägerraketen.

## Anwendungen
Der Anwendungsbereich sollte sich über die folgenden Punkte erstrecken:
- Ku-Band: TV
- P-/X-/Ka-Band: Kommunikationssatelliten
- Skalierbare Multimedia Einsätze
- Relay-Station zu Datenübertragung

## Missionsverlauf
Im Januar 2017 wurde mit Hispasat 36W-1 der erste Satellit, der aus dieser Initiative hervorging, gestartet. Der Satellit wurde von OHB gefertigt, die Nutzlast wurde von Tesat-Spacecom zugeliefert. Weitere Satelliten, die auf ARTES-11 basieren, sind Heinrich Hertz, EDRS-C und die dritte Generation der Meteosat-Satelliten.
Eine Erweiterung ARTES-11.3 wurde zwischen OHB und der ESA vereinbart. Der entsprechende Vertrag wurde im September 2011 unterzeichnet.

## Erweiterungen
- ARTES 11.1: Entwicklung einer kleinen geostationären Plattform. Nutzlast 400Kg, 3,6 kW EOL.[6]
- ARTES 11.2: Hispasat AG1 (bis März 2016, dann Hispasat 36W-1[7]). Erste Satellitenkommunikation auf Basis der Small GEO Plattform im Ku und Ka-Band.[6]
- ARTES-11.3/Small GEO Extension: Weitere Verbesserung der Small GEO Plattform bezüglich Gewicht, Kosten, Herstellung (Auswahl).[6] Im Jahre 2011 wurden die Kosten auf 14 Mio. Euro geschätzt.[8] Das Ziel ist eine Lieferkette von 14 europäischen Anbietern zu entwickeln, die Ausrüstung und Dienstleistungen anbieten sollen.[5]